# José Eduardo de Cárdenas
José Eduardo de Cárdenas y Romero  (Cunduacán, Tabasco, 13 de octubre de 1765 - Cunduacán, Tabasco, 23 de enero de 1821) fue un poeta, escritor, político, sacerdote y doctor en Teología que nació en Tabasco, Virreinato de la Nueva España, hoy estado mexicano de Tabasco. Fue catedrático de latinidad en el seminario de San Ildefonso en Mérida, Yucatán, y vicerrector del Colegio de San Juan de Letrán en la Ciudad de México. También fue cura de la villa de Cunduacán, vicario honorario in capite para Tabasco y Comisario de la Santa Inquisición en Tabasco.
Fundador de la ciudad de San Antonio de Los Naranjos (actual ciudad de Cárdenas, Tabasco), fue elegido en 1810 primer Diputado Provincial de Tabasco ante las Cortes de Cádiz, España, en donde presentó el documento "Memorias en favor de la Provincia de Tabasco" y posteriormente colaboró en el documento: "Exposición de motivos de la guerra de independencia", en el cual proponía soluciones como la educación gratuita, la elección democrática de ayuntamientos, la división del gobierno en tres poderes: Ejecutivo, Legislativo y Judicial, entre otras, que más tarde serían consideradas "adelantadas para su tiempo", y que hoy son una realidad.
Luchó con todo su esfuerzo para lograr la independencia de Tabasco de la Capitanía General de Yucatán, y aunque falleció en 1821, sentó los cimientos básicos para lograr que el 17 de junio de 1823 se separara Tabasco definitivamente de Yucatán y que el 31 de enero de 1824 se declarara Tabasco como estado libre y soberano.

## Biografía
Nació en Cunduacán, Tabasco, el 13 de octubre de 1765. Desde muy temprana edad demostró su especial capacidad intelectual, pero sus padres (de recursos limitados), no tenían posibilidades económicas para darle la educación adecuada.

### Breve carrera militar
Su tío político, Don Juan de Amestoy, coronel del ejército real de Tabasco, es quien se hace cargo de su educación y lo inicia en el aprendizaje de la gramática latina. De pequeño aspiró a la carrera militar y llegó a obtener los cordones de cadete de las antiguas milicias reales.

### Ingreso al Seminario
El obispo de Yucatán le otorgó una beca de estudios en el Seminario de Mérida, iniciando así sus estudios preparatorios de la carrera eclesiástica. A los 16 años, el obispo Piña y Mazo le confiere las cuatro órdenes menores y le autoriza para dar pláticas doctrinales. Ocho años después se traslada a la Ciudad de México para recibir las órdenes mayores. En 1788 recibe el nombramiento de vicerrector del Colegio de San Juan de Letrán. Al ordenarse como presbítero en 1794, el arzobispo le concede licencia sin límite alguno, para ejercer su ministerio en todo el arzobispado.
En 1797 retorna a su tierra natal Tabasco, ocupando diversos cargos importantes que le fueron asignados por el obispo de Yucatán, entre los que destacan cura de la villa de Natividad de Cunduacán y el de Vicario honorario in Capite para Tabasco.
También fue nombrado por el Tribunal del Santo Oficio de la Nueva España, como Comisario de la Santa Inquisición en Tabasco.

### Fundador de la ciudad de Cárdenas

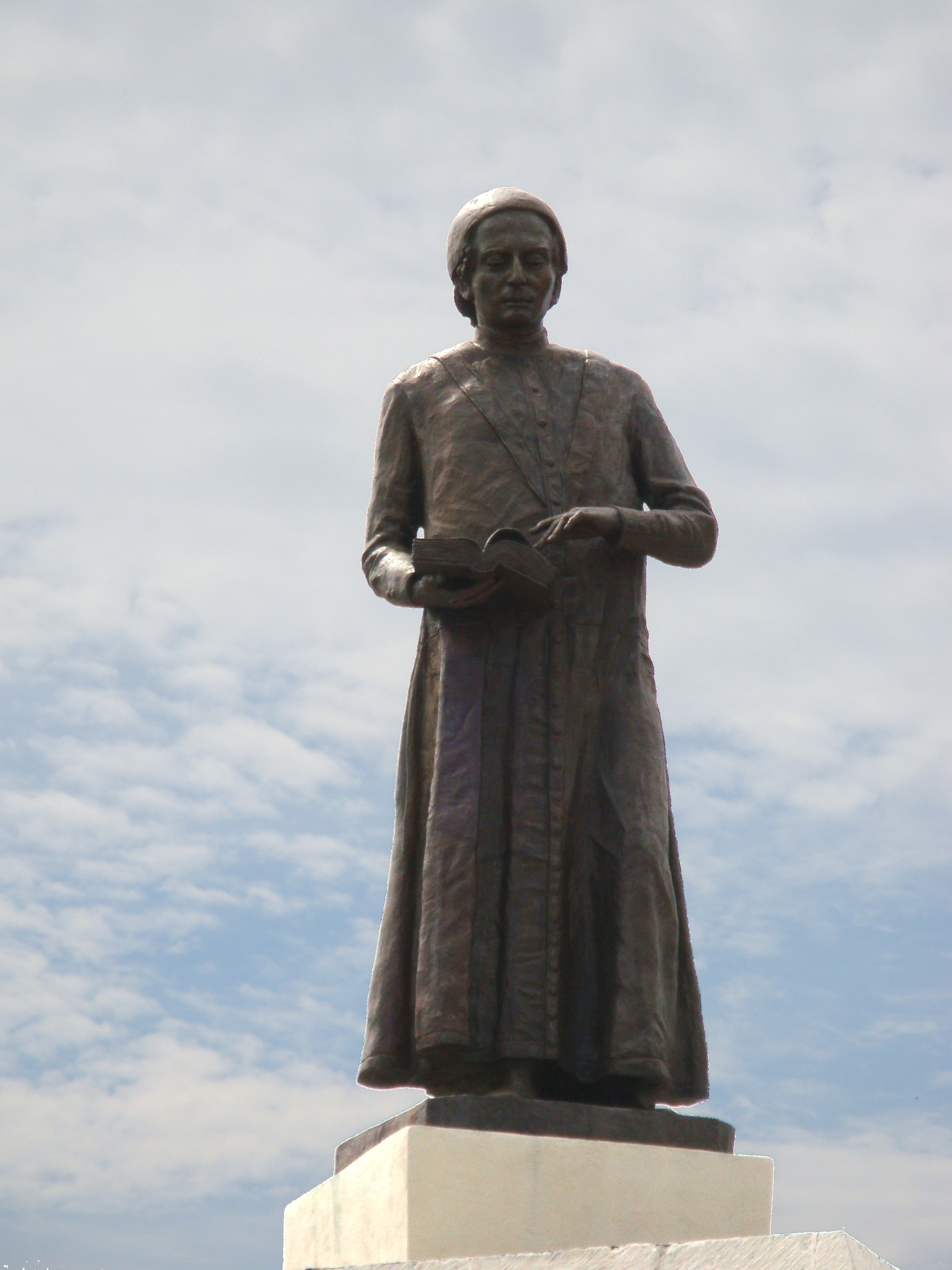
Estatua de José Eduardo de Cárdenas y Romero, ubicada a la entrada de la ciudad de Heroica Cárdenas.

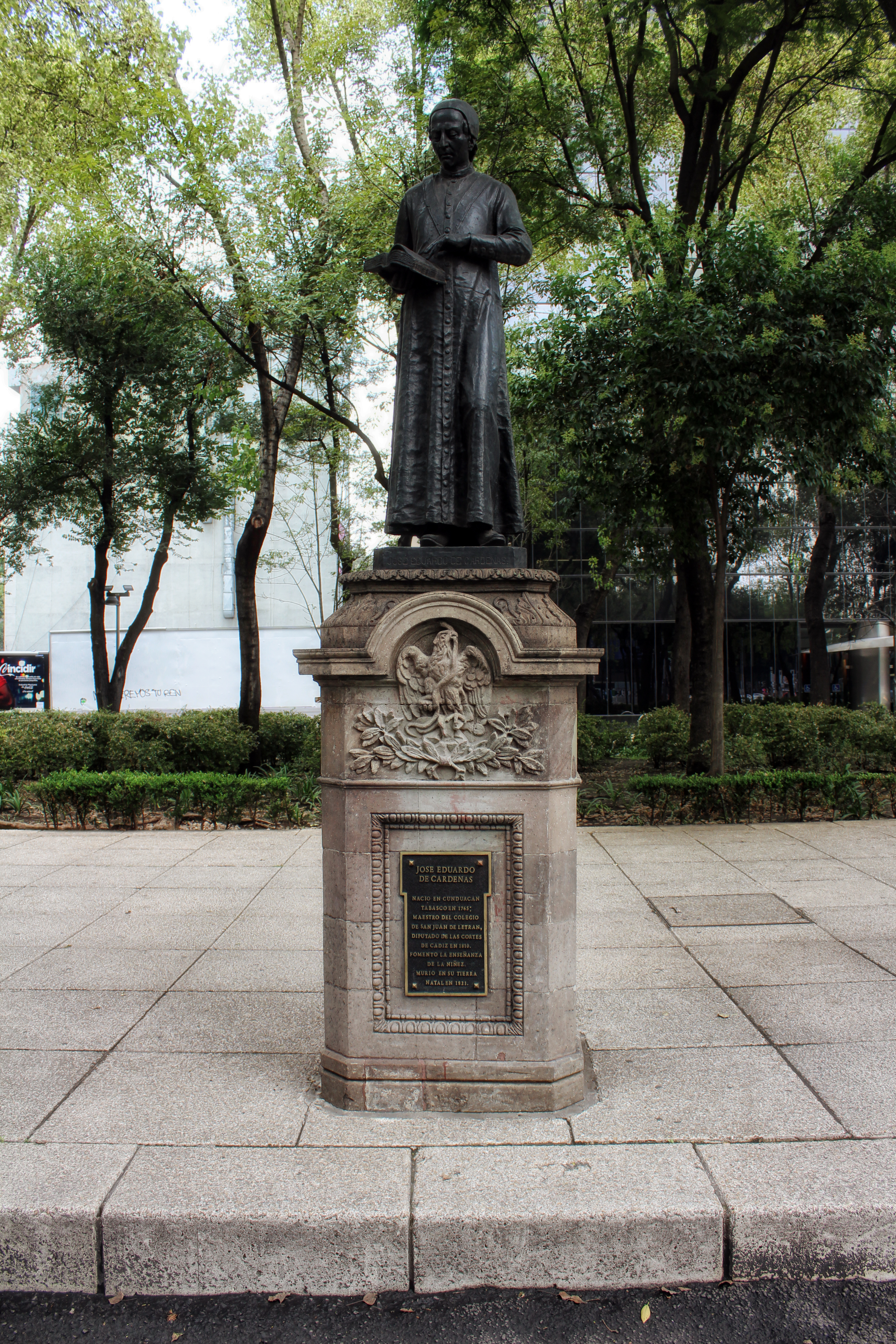
Escultura de Cárdenas en el Paseo de la Reforma de la Ciudad de México.

Fue promotor ante el entonces Alcalde Mayor de Tabasco Miguel de Castro y Araoz, para la fundación de la ciudad de Heroica Cárdenas, Tabasco, hecho que logró el 22 de abril de 1797 cuando se fundó la ciudad en los terrenos de su antiguo rancho "Los Naranjos" los cuales donó para que ahí se asentara la población, por lo que la ciudad se llamó primero San Antonio de los Naranjos, para luego cambiar su nombre a San Antonio de Cárdenas.

### Diputado por Tabasco en las Cortes de Cádiz
En agosto de 1810, el Ayuntamiento de Villahermosa lo nombró Diputado por Tabasco a las Cortes de Cádiz, España, en las que contribuyó muy destacadamente en todo el período legislativo (1810 - 1814), defendiendo los intereses de la provincia de Tabasco, y participando en la elaboración de la Constitución de Cádiz en 1812.

#### Memoria en favor de la Provincia de Tabasco
El 24 de julio de 1811, presentó ante dichas Cortes de Cádiz un célebre documento llamado: "Memoria en favor de la Provincia de Tabasco en la que exponía la situación de abandono de la provincia de Tabasco y en la que por este motivo, protestaba contra las autoridades virreinales y mostraba las posibles soluciones.
Lo que el teólogo pedía en dicho documento, era la independencia de Tabasco frente al Obispado de Yucatán, ya que el hecho de que Tabasco dependiera de Yucatán perjudicaba grandemente a los tabasqueños, ya que las autoridades yucatecas solo se limitaban a llevarse los recursos económicos dejando a la provincia en el abandono.
Además proponía en el documento, otras relevantes iniciativas como la de anexar a Tabasco la región de Los Ahualulcos (hoy Huimanguillo)para ampliar los límites de dicha provincia hasta el río Tonalá, para tener un mayor control sobre dicha región, ya que muchos delincuentes huían hacia esa región convirtiéndola en tierra de nadie.
Otras de sus revolucionarias propuestas eran: 
- La organización de la enseñanza gratuita, sin ninguna distinción de clases sociales y sin la exclusión de los indios.

Otros temas sobresalientes de la memoria presentada que Cárdenas proponía eran:
- Crear las sociedades agrícolas.

- Otorgar libertad de comercio.

- Creación de Ayuntamientos por elección popular, y la

- División del gobierno en tres poderes: Legislativo, Ejecutivo y Judicial.[1][4]

Eduardo de Cárdenas concluye la presentación de su Memoria narrando la llegada de Hernan Cortés a territorio novohispáno, argumentando que a partir de ese momento comenzó el olvido de Tabasco, se declara convencido de que su provincia es injustamente relegada, pese a las muchas riquezas que posee, y que no han sido tomadas en cuenta.
Así mismo, Cárdenas solicitó al Rey Fernando VII que para compensar dicho abandono, se le intituyera a Villahermosa de San Juan Bautista, el título de "Muy noble y Muy leal", argumentando que: "De aquí a siete años habrán trecientos cumplidos de que se fundó en Tabasco la primera población española de Nueva España, y que en ella se le erigió a Dios el primer templo".
La "Memoria en favor de la Provincia de Tabasco" es un documento muy importante en la historia de Tabasco, ya que constituye el último documento del virreinato, además de brindar información al ser un compendio de la situación socioeconómica de la provincia de Tabasco antes de la Independencia.

#### Exposición de motivos de la guerra de Independencia

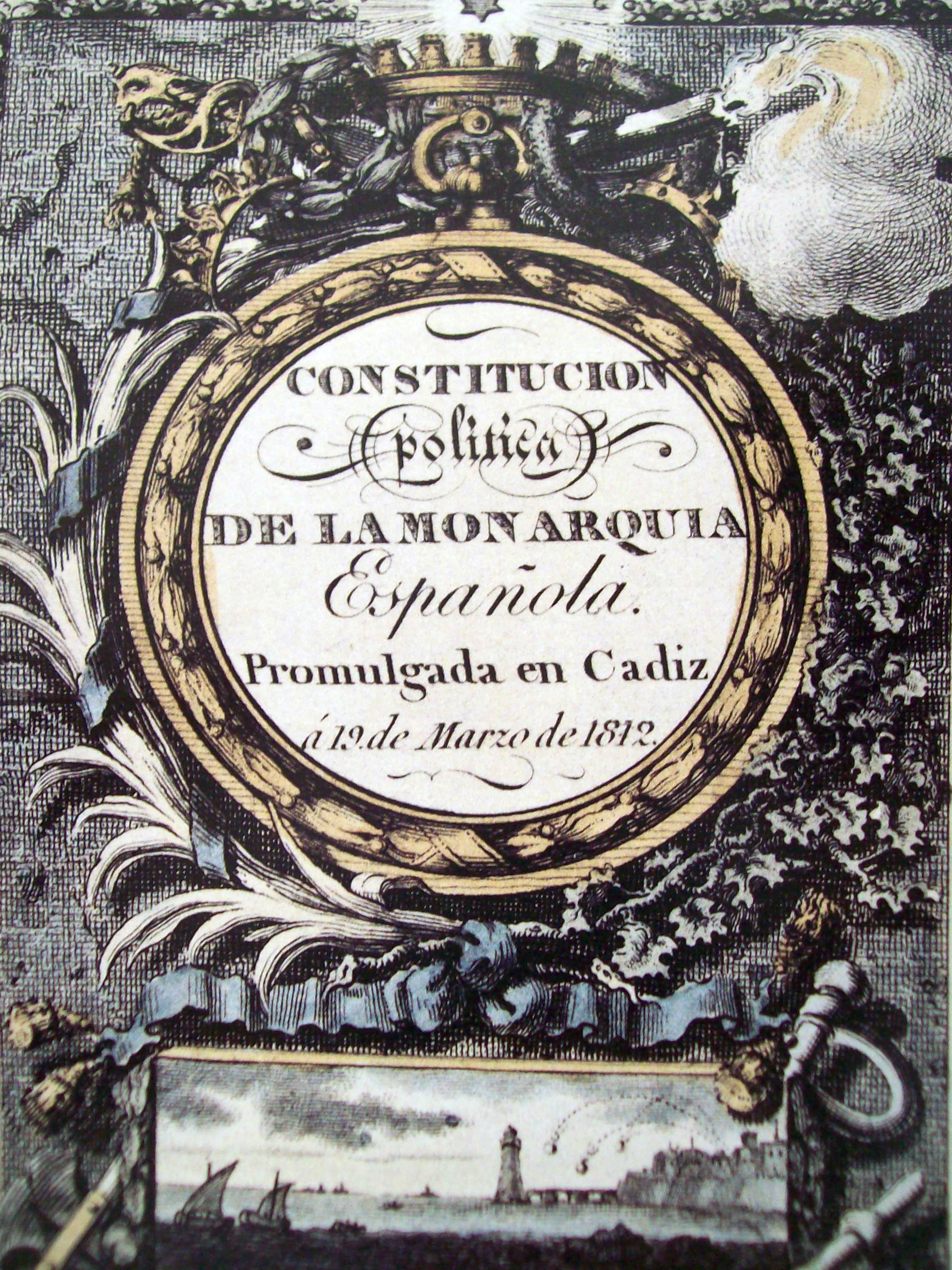
Portada de la Constitución de Cádiz en cuya elaboración participó el Dr. José Eduardo de Cárdenas.

El 1 de agosto de 1811 junto con el grupo de 33 Diputados que provenían de América, presentó ante las Cortes de Cádiz, la llamada "Exposición de Motivos de la Guerra de Independencia", en la cual se exponían los motivos que habían dado origen a la guerra de Independencia iniciada en México, proponiendo medidas de pacificación. Esta propuesta significó la desgracia de sus autores, pues provocó el encono y molestia de Fernando VII, tras de su retorno al trono de España. Todos ellos fueron vigilados como sospechosos al retornar a sus tierras y por lo mismo grandes dificultades y peligros tuvo que pasar el doctor Cárdenas, para poder regresar a su curato de Cunduacán.

#### Constitución de Cádiz
Representando a Tabasco, el Dr. Cárdenas participó en la elaboración de la Constitución de Cádiz, promulgada en el 19 de marzo de 1812.
La Constitución de Cádiz fue promulgada por el Ayuntamiento de Villahermosa de San Juan Bautista el 3 de noviembre de 1812, gracias a los esfuerzos del Dr. Cárdenas quien costeó la impresión del documento y participó en la organización de los festejos.
A la Constitución de Cádiz se le ha otorgado una gran importancia histórica por tratarse de la primera constitución promulgada en España, además de ser una de las más liberales de su tiempo.
Oficialmente estuvo en vigor sólo dos años, desde su promulgación hasta su derogación en Valencia, el 4 de mayo de 1814, tras el regreso a España de Fernando VII.

### Fallecimiento
De regreso a Tabasco cuando ya había estallado el movimiento independentista de Miguel Hidalgo, se mantuvo fiel al rey Fernando VII. Regresó a su natal Cunduacán como vicario in cápite de la parroquia de la Virgen de la Natividad, donde falleció el 23 de enero de 1821.

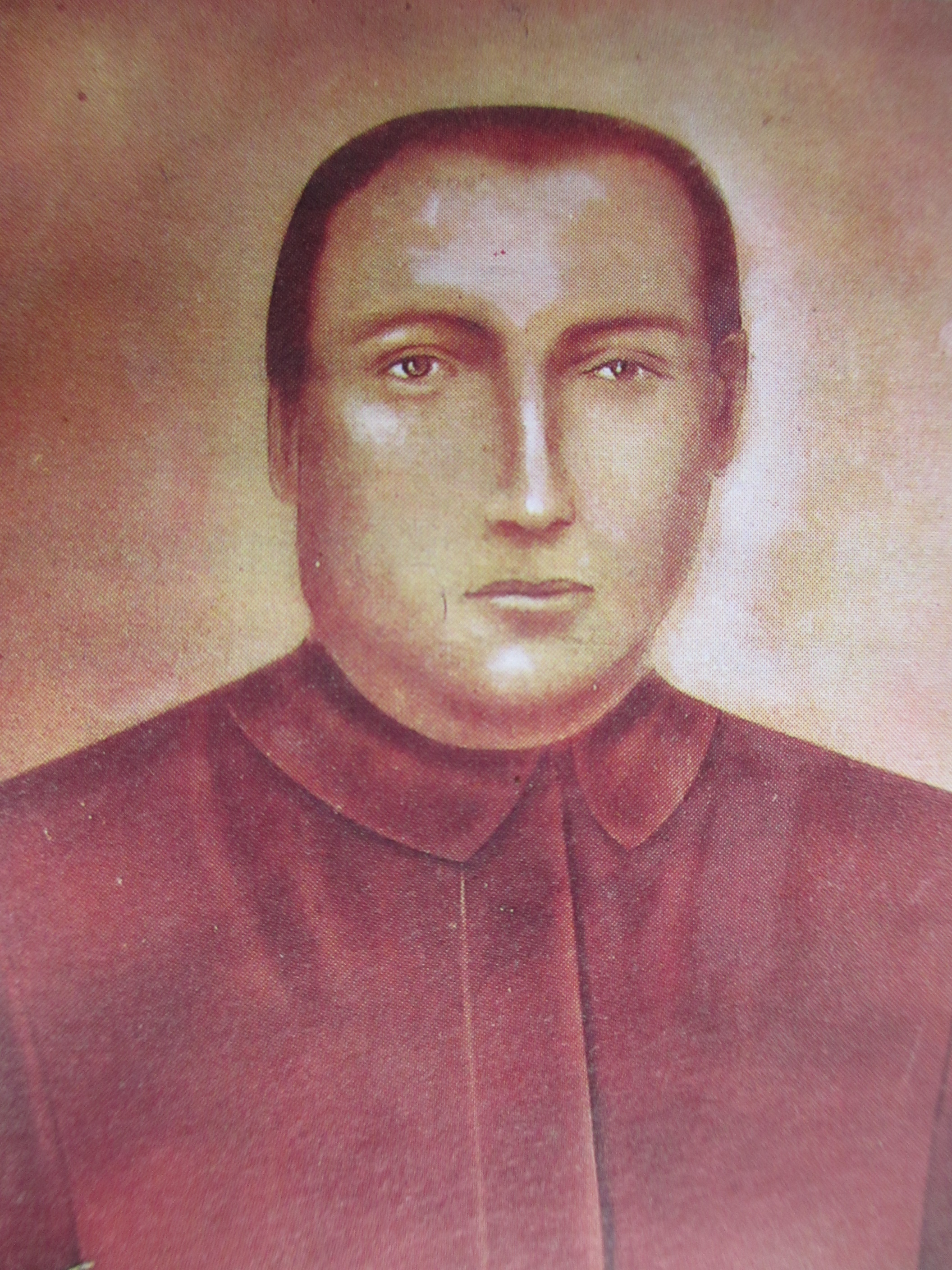
Retrato al óleo de José Eduardo de Cárdenas.

En su honor, la ciudad de Cárdenas y el municipio de Cárdenas ambos en Tabasco llevan su nombre. También el 2 de abril de 1897 se develó una estatua suya en el Paseo de la Reforma de la Ciudad de México.
En el año de 1997 fue develada en su honor una estatua en la ciudad de Heroica Cárdenas y varias calles de ciudades tabasqueñas, llevan su nombre, el cual también está escrito en el "Muro de Honor del estado de Tabasco" y con letras de oro en el H. Congreso del Estado de Tabasco.